# Ana Carlota de Lorena
Ana Carlota de Lorena (em francês: Anne-Charlotte de Lorraine; Castelo de Lunéville, 17 de maio de 1714 – Mons, 7 de novembro de 1773) foi abadessa de Remiremont, Mons e Essen. Foi a filha mais nova do duque Leopoldo de Lorena, e da sua esposa, a princesa Isabel Carlota de Orleães. A sua mãe era sobrinha do rei Luís XIV de França e irmã do príncipe Filipe II, duque de Orleães e regente de França até o rei Luís XV atingir a maioridade.

## Primeiros anos

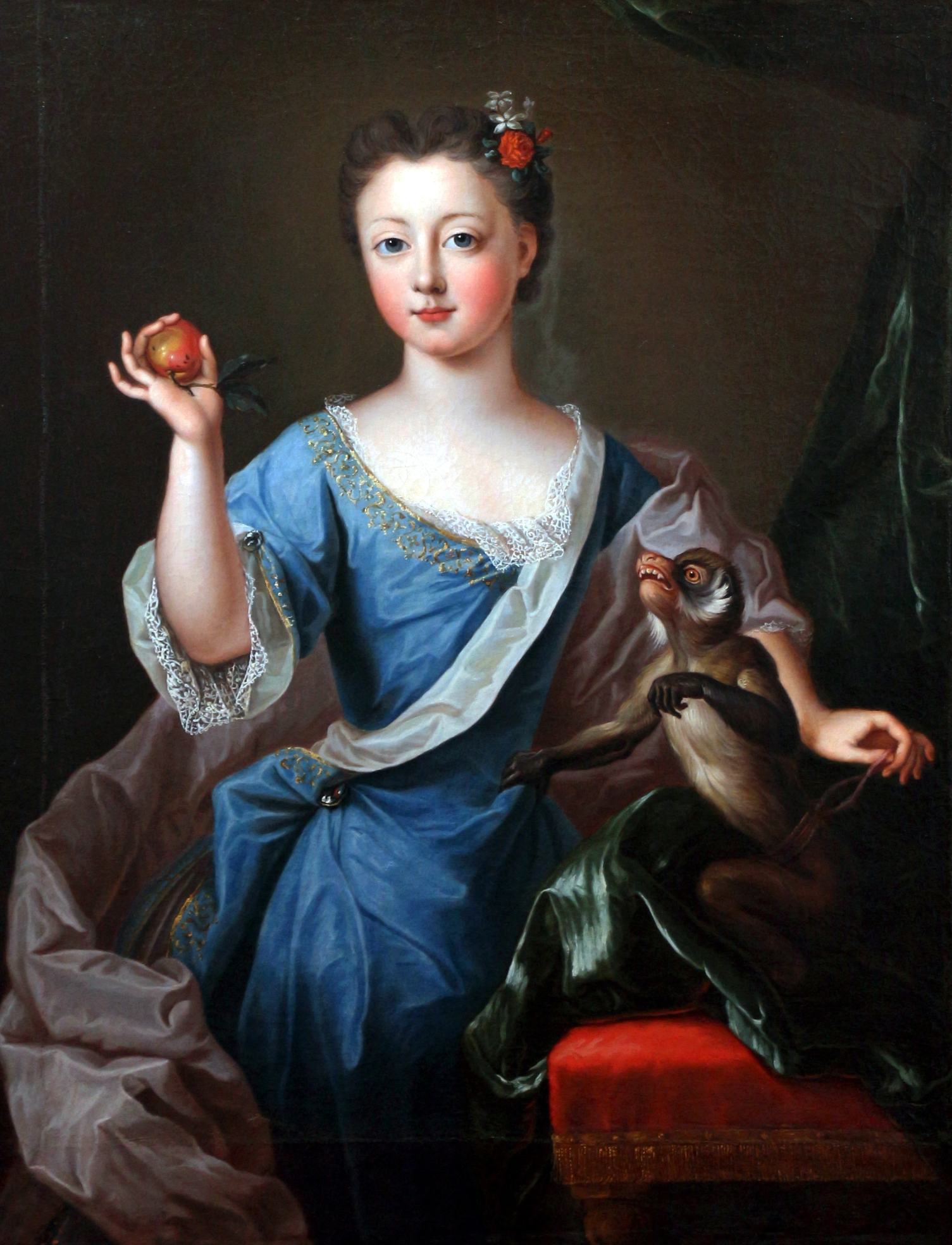
Ana Carlota na infância retratada por Pierre Gobert

Ana Carlota nasceu no Castelo de Lunéville numa altura em que a capital do Ducado de Lorena, Nancy, se encontrava ocupada pelas tropas do rei Luís XIV devido à Guerra de Sucessão Espanhola. Quando nasceu, tinha três irmãos e uma irmã ainda vivos: Leopoldo Clemente, herdeiro ao trono desde a morte do irmão Luís em 1711; Francisco Estêvão, nascido em 1708; Isabel Teresa, nascida em 1711; e Carlos Alexandre, nascido em 1712. Em 1718, a sua mãe perdeu mais uma filha que morreu pouco depois de nascer.
Em 1719, o Castelo de Lunéville, onde Ana Carlota nasceu, ficou muito danificado devido a um incêndio.
Ana Carlota tinha sete anos de idade quando visitou a corte francesa onde vivia a família da mãe, os membros da Casa de Bourbon. Nessa altura, conheceu pela primeira e única vez a sua avó, a duquesa-viúva de Orleães, nascida princesa do Palatinado. A ocasião celebrada na altura foi a coroação do rei Luís XV na Catedral de Notre-Dame em Rheims. A sua avó disse que Ana Carlota era "uma pequena beldade" e que tanto ela como os seus irmãos tinham sido bem educados. A mãe de Ana sempre foi elogiada pelo seu instinto maternal e, ao contrário do que era normal entre as camadas mais altas da sociedade, era ela própria que educava os filhos.

## Negociações de casamento
Desiludido com as suas relações diplomáticas com a França, em 1723, o pai de Ana Carlota, Leopoldo, decidiu enviar o seu herdeiro para Viena sob a supervisão do sacro-imperador Carlos VI. Leopoldo tinha a esperança secreta de casar o filho com a herdeira do imperador, a arquiduquesa Maria Teresa.
O jovem príncipe acabaria por morrer de varíola nesse mesmo ano, o que fez com que o seu irmão, o príncipe Francisco Estêvão se tornasse herdeiro de Lorena e se mudasse para Viena.
Dois anos depois, os pais de Ana enveredaram todos os esforços possíveis para a casar com o rei Luís XV de França que, na altura, tinha apenas quinze anos de idade. As intrigas do primeiro-ministro, o duque de Bourbon, príncipe de sangue, chefe da família Condé e grande rival da Casa de Orleães acabariam por minar as negociações, uma vez que o duque não queria que a influência dos Orleães sobre o rei aumentasse. O duque de Bourbon, juntamente com a sua amante, a marquesa de Prie, sugeriram ao rei um casamento com a irmã dele, a princesa Henriqueta Luísa de Bourbon. Apesar dos planos do primeiro-ministro, acabaria por ser Maria Leszczyńska a escolhida para noiva do rei. Os pais de Ana Carlota ficaram ofendidos com a escolha de uma polaca exilada para uma posição tão importante que, na opinião deles, deveria ser ocupada por uma francesa.

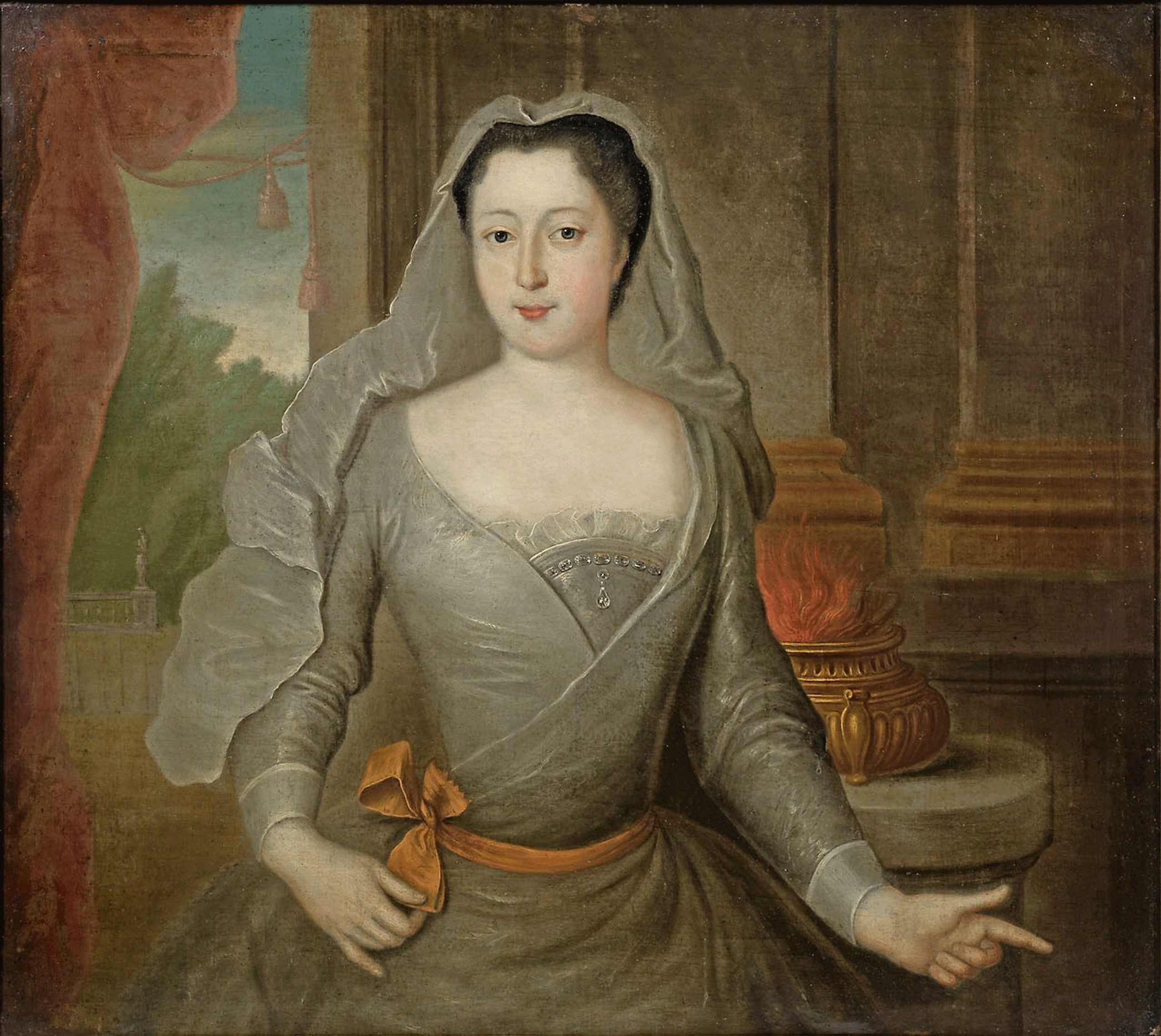
Ana Carlota retratada como uma Virgem vestal.

Em 1726, o filho do falecido regente de França e sobrinho da duquesa de Lorena, o duque de Orleães, ficou viúvo com apenas vinte-e-três anos de idade. A sua esposa, a marquesa Augusta Maria Joana de Baden-Baden morreu em Paris ao dar à luz. A duquesa de Lorena voltou mais uma vez a tentar arranjar um marido para a filha, mas os planos voltaram a falhar. O duque de Orleães recusou todas as ofertas de casamento, sendo que a última foi feita em 1729, quando Ana Carlota tinha apenas quinze anos de idade.
Nesse mesmo ano, Ana Carlota perdeu o pai, Leopoldo. O seu irmão, Francisco Estêvão, que ainda estava a viver em Viena, regressou a Lorena, mas a mãe de ambos, Isabel Carlota, assumiu a regência do ducado, uma vez que o seu filho tinha apenas dezassete anos. No entanto, em 1737, o ducado de Lorena foi anexado à França, em troca do ducado da Toscana num tratado assinado entre a França e Francisco Estêvão.
Por causa da mudança de circunstâncias, a duquesa-viúva foi com Ana Carlota viver para Viena. O casamento entre Francisco e Maria Teresa aumentou as perspectivas das suas filhas e, em 1737, Isabel Carlota conseguiu concluir com sucesso as negociações para casar a sua filha Isabel Teresa com o rei Carlos Emanuel III da Sardenha, seu primo direito e já duas vezes viúvo. No entanto, a nova rainha da Sardenha acabaria por morrer apenas quatro anos depois, ao dar à luz, em Turim.

## Abadessa de Remiremont

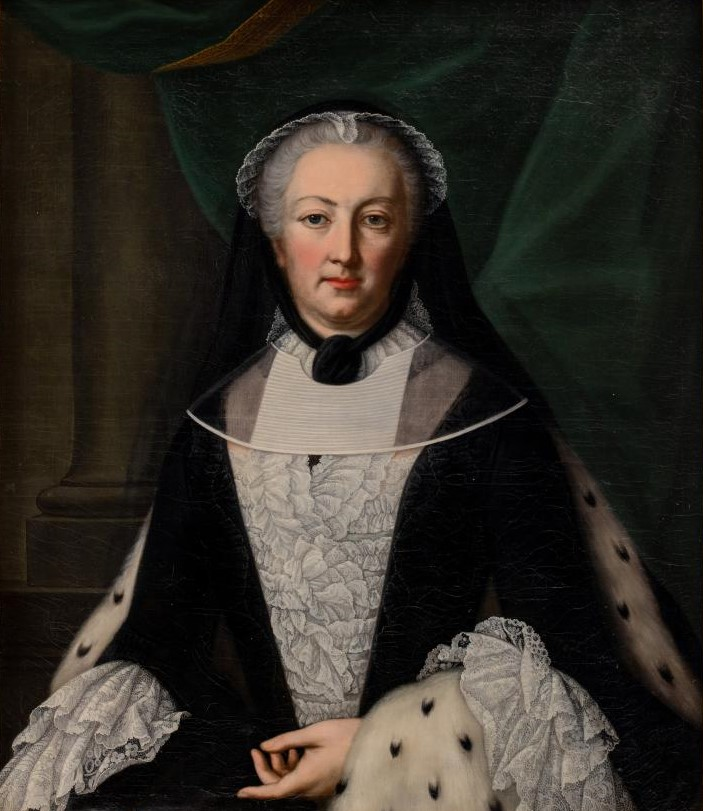
Ana Carlota retratada como Abadessa de Remiremont

Quando a sua irmã se casou com o rei da Sardenha, Ana Carlota já tinha vinte-e-três anos. Todas as propostas de casamento em seu nome tinham sido ignoradas ou recusadas e, por isso, a princesa foi nomeada abadessa da prestigiosa Abadia de Remiremont a 10 de Maio de 1738. Antes de si, Remiremont tinha já "pertencido" à sua irmã mais velha, a princesa Isabel Carlota (que tinha morrido antes de Ana nascer) que tinha sido abadessa titular da abadia que tinha muitas ligações à Casa de Lorena.
Alguns príncipes soberanos viam com irritação o seu novo título, uma vez que à abadia só pertenciam senhoras da alta nobreza e a instituição possuía várias aldeias e tinha apenas o papa como autoridade superior.
Mais tarde, Ana Carlota construiu um luxuoso palácio junto à abadia.

### Entre Viena e Bruxelas
Em 1744, a duquesa-viúva de Lorena e princesa de Commercy morreu aos sessenta-e-oito anos de idade. Após a morte da sua mãe, Ana Carlota viajou até Viena. Esteve com a família imperial em Frankfurt e assistiu à coroação do seu irmão Francisco como sacro-imperador a 4 de Outubro de 1745, dia de São Francisco. A abadessa recebeu os seus próprios aposentos no Palácio de Schönbrunn.

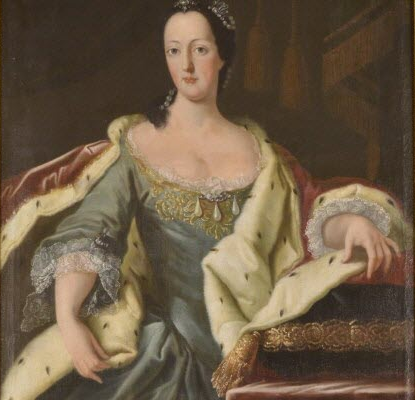
Ana Carlota de Lorena

Em 1754, quando tinha trinta anos de idade, Ana Carlota recebeu o título de Abadessa secular da paróquia de senhoras nobres de Saint Waudru de Mons; assim, viajou até a Bélgica para visitar o seu irmão mais novo, o príncipe Carlos Alexandre, que era governador dos Países Baixos austríacos desde 1744. No papel de abadessa secular, podia gerir o mosteiro sem que fosse forçada a viver nele. Dois anos depois, a sua cunhada voltou a nomeá-la coadjutora do mosteiro de Thorn e, depois, em 1757, coadjutora de outro mosteiro em Essen.
Em Bruxelas, Ana Carlota ocupou uma posição de grande influência sobre o seu irmão e foi uma espécie de "primeira dama" da corte. Apesar de, na altura, Carlos Alexandre já ser viúvo há dez anos, a sua esposa tinha sido a irmã da imperatriz Maria Teresa que o condenava pelo romance que tinha com Madame de Meuse. Em 1763, Ana Carlota foi nomeada coadjutora e sucessora da princesa Maria Cunegundes da Saxónia, irmã da rainha de Nápoles e da Sicília e da esposa do delfim de França. Em 1765, esteve presente no casamento do seu sobrinho, o futuro sacro-imperador Leopoldo II com a infanta Maria Luísa de Espanha que se realizou em Innsbrück; nesse mesmo ano, o seu irmão, o sacro-imperador, morreu. Entre Abril e Setembro de 1770, Ana Carlota fez a sua última viagem a Viena.
No caminho para lá, Ana Carlota cruzou-se com a sua sobrinha, a arquiduquesa Maria Antónia que se dirigia para França, para o seu casamento com o delfim.
Ana Carlota morreu aos cinquenta-e-nove anos de idade em Mons, em território que pertence actualmente à Bélgica. Foi enterrada na Cripta Ducal da Igreja de Saint-François-des-Cordelier. O seu irmão Carlos Alexandre foi enterrado ao seu lado em 1780.

## Título e estilo
- 17 de maio de 1714 – 7 de novembro de 1773: "Sua Alteza, Princesa Ana Carlota de Lorena"